# Bertrade (femme de Pépin le Bref)
Pour les articles homonymes, voir Berthe et Bertrade.
Berthe au Grand Pied
« Berthe aux grands pieds » redirige ici.  Pour le poème épique médiéval, voir Berthe aux grands pieds (poème).
Bertrade de Laon, ou Berthe de Laon, surnommée Berthe au Grand Pied, née vers 720 à Samoussy et morte le 12 juillet 783 à Choisy-au-Bac près de Compiègne, est une aristocrate franque de l'époque carolingienne, épouse de Pépin le Bref et mère des rois des Francs Charlemagne et Carloman Ier. La légende raconte qu'on la nomme « Berthe au Grand Pied » car elle serait née avec un pied bot.

## Biographie

### Origines familiales
Elle est la fille du comte Caribert de Laon, dont la mère, Bertrade de Prüm, cofondatrice du monastère de Prüm, est peut-être une fille du roi mérovingien Thierry III, et le père est probablement apparenté aux Hugobertides.

### Mariage avec Pépin

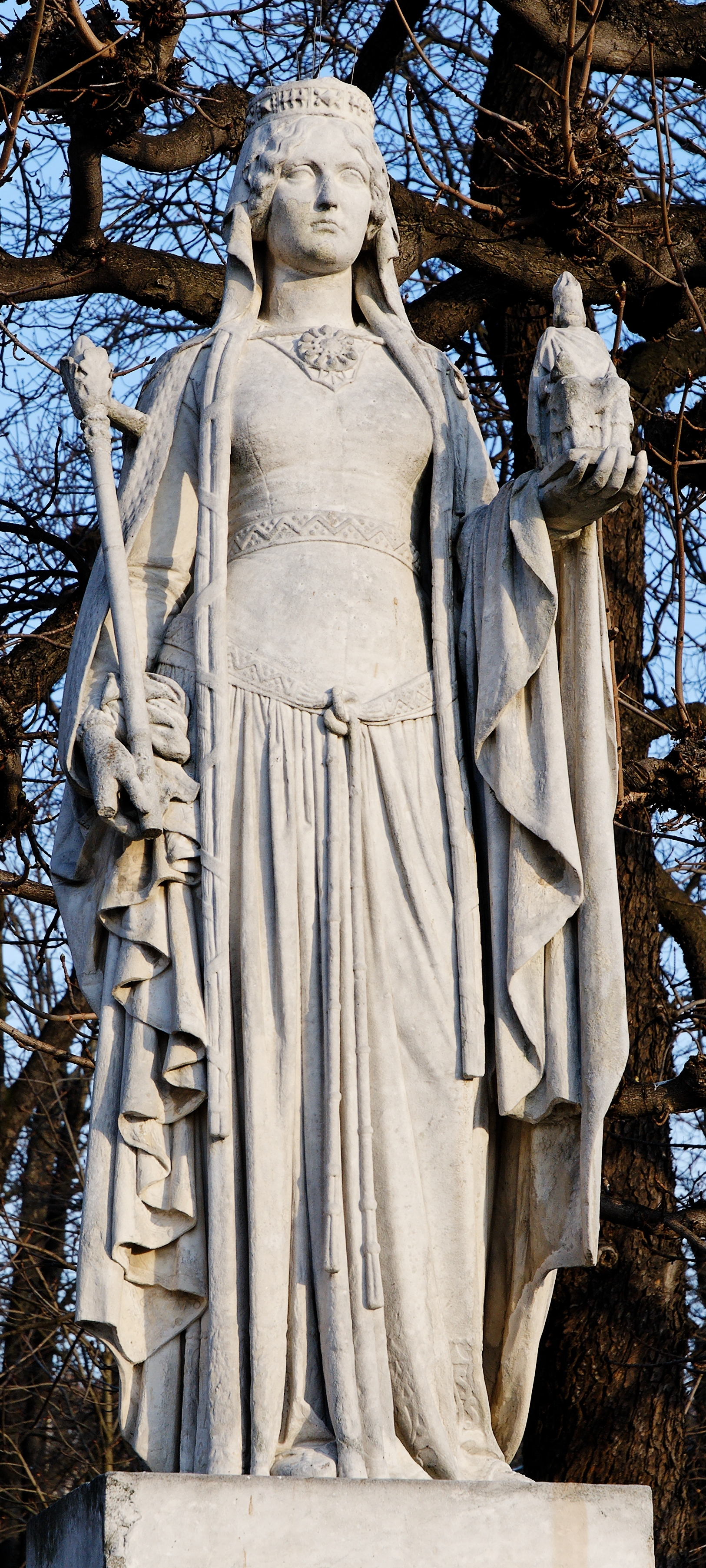
Statue de Bertrade de Laon par Eugène Oudiné dans la série Reines de France et Femmes illustres du jardin du Luxembourg.

Le mariage de Bertrade avec Pépin pose un certain nombre de problèmes.
La documentation contemporaine, étudiée par l'historien Léon Levillain (1870–1952), reprise ensuite par Christian Settipani, cite Bertrade comme unique épouse de Pépin le Bref. Certains écrits indiquent cependant que Pépin a d'abord été marié avec Leutburgie, ou Leutberga, dont il aurait eu cinq enfants, totalement inconnus par ailleurs. Cette légende de première épouse vient peut-être de Li Roumans de Berte aus grans piés, dans lequel l'auteur donne effectivement une première épouse nommée Leutburgie à Pépin.
La date de leur mariage est sujet à discussion. Les Annales de Prüm mentionnent 743 ou 744 et les Annales de Saint-Bertin, écrites une centaine d'années plus tard, indiquent 749[réf. à confirmer]. En tout cas, Pépin n'est alors que maire du palais.
La date de la naissance de Charlemagne est également sujet de discussion. Selon Éginhard, dans sa Vita Caroli, Charlemagne avait soixante-douze ans à son décès en 814. Mais il est apparu qu'il paraphrase la Vie des douze Césars de Suétone, ce qui rend son témoignage incertain. En 755, un clerc irlandais du nom de Cathuulf rappelle à Charlemagne que tout le clergé s'était mis en prière pour que le roi et la reine aient un enfant : cela suppose une naissance forcément légitime pour que le clergé fasse une telle action et plusieurs années après le mariage. Les Annales Petaviani donnent la date de 747, mais elles précisent également que Charlemagne est né après le départ de son oncle Carloman pour Rome, événement qui a eu lieu après le 15 août 747, car à cette date Carloman signe une charte en faveur de l'abbé Anglinus de Stavelot-Malmédy. De plus, en 747, Pâques tombe le 2 avril, et les chroniqueurs n'auraient pas manqué de signaler cette coïncidence. C'est pour ces raisons que la naissance de Charlemagne est probablement à dater du 2 avril 748 et le mariage de ses parents à 743 ou 744.
Elle donne naissance à Carloman en 751, l'année où Pépin le Bref devient roi des Francs après la déposition du dernier roi mérovingien Childéric III. Elle est couronnée avec son mari à Soissons.
En juillet 754, lors du sacre de son époux à Saint-Denis,, elle reçoit la bénédiction du pape Étienne II, ainsi que Charles et Carloman.
Dotée d'un caractère doux et affable, Berthe est très active pendant le règne de son mari, à qui elle donne souvent des conseils.
Cependant quelques années plus tard, Pépin le Bref envisage de la répudier pour des raisons non connues, mais le pape s'y oppose. Selon Settipani, Pépin voulait épouser une femme nommée Angla, fille de Théodrade.

### Après la mort de Pépin (768)
Charles et Carloman deviennent tous deux rois des Francs, le royaume étant partagé entre eux, conformément à la coutume franque. Bertrade s'efforce de garder une certaine influence sur eux. Elle arrange notamment le mariage en 770 de Charles avec Désirée de Lombardie, mais il la répudie dès 771. Elle tente également de maintenir l'entente entre les deux frères.
À la mort de son frère en 771, Charles s'empare de ses possessions au détriment de ses neveux. Il écarte alors sa mère qui quitte la cour pour se retirer à Choisy-au-Bac (près de Compiègne), qui est une résidence royale dès l'époque mérovingienne, lieu d'inhumation de certains rois mérovingiens dans l'église Saint-Étienne. Elle y meurt en 783.
Elle est inhumée à l'abbaye Saint-Denis, auprès de Pépin le Bref.

### Descendance
Du mariage de Pépin le Bref et de Bertrade de Laon sont nés :
- Charles, le futur Charlemagne (742 ou 748–814) ;
- Carloman (751–771) ;
- Gisèle, abbesse de Chelles (757–810) ;
- Pépin (756–762) ;
- Berthe ;
- Rothaïde ;
- Adélaïde.

## Surnom «Berthe au Grand Pied»
Ce surnom est attesté au XIIIe siècle par le poème d'Adenet le Roi, Li roumans de Berte aus grans piés.
Bertrade pourrait avoir été affligée d'un pied bot, bien que cela ne soit pas évoqué dans Li roumans… Il pourrait également s'agir de la reprise d'une légende très ancienne liée à une déesse germanique, Perchta, ce défaut étant attribué à d'autres reines réelles ou fictives nommées Berthe, ainsi qu'à plusieurs saintes chrétiennes et à la mythique reine Pédauque,. Pour Carlo Ginzburg, cette caractéristique d'« asymétrie déambulatoire », qu'on retrouve dans de nombreux mythes et légendes d'Europe et d'Asie, signale un être qui fait le lien entre notre monde et l'autre monde. Antonio Pasqualino, reprenant cette idée, considère que décrire ainsi la mère de Charlemagne contribue à sacraliser la puissance de ce dernier.

## Inspirations

### En littérature
Berthe a inspiré le trouvère Adenet le Roi, qui écrit en 1270 Li Roumans de Berte aus grans piés. Dans ce poème en alexandrins, il est question d'une substitution lors du mariage de Pépin, qui est trompé et épouse une fausse reine, ressemblant étonnamment à sa promise Berte, princesse de Hongrie. Cette dernière est finalement reconnue grâce à la longueur de ses pieds. Certains, tel Albert Henry, ont fait un parallèle entre Berthe et Blanche-Neige des frères Grimm au travers de ce roman.
« Berte au grant pié » est également citée dans la Ballade des dames du temps jadis de François Villon, dans la troisième strophe :
La reine blanche comme lis,

Qui chantait à voix de sirène,

Berthe au grand pied, Biétris, Alis,

Haremburgis qui tint le Maine,

Et Jeanne la bonne Lorraine

Qu'Anglais brûlèrent à Rouen

Où sont-ils, Vierge Souveraine ?

Mais où sont les neiges d'antan ?
L'histoire de Berthe et Pépin a inspiré André Rivoire dans son poème Berthe aux grands pieds :
Or, dans les temps que Berthe espérait en Hongrie,

Autour de la Saint-Jean, quand la rose est fleurie,

Et que la mousse abonde aux flancs verts du coteau,

Le roi Pépin le Bref, fils de Charles Marteau,

Un soir qu’il était seul assis devant sa porte,

Songeait, bien tristement, que sa femme était morte.

### En musique
On doit à Henri Kling un opéra en trois actes, La Reine Berthe, composé en 1878.

## Télévision
- Charlemagne, le prince à cheval, téléfilm franco-italo-germano-luxembourgeois en trois parties, réalisé par Clive Donner, et diffusé la première fois sur France 2 en 1993, avec Anny Duperey dans le rôle de Berthe au Grand Pied.

## Spectacle
- Berthe au grand pied, conte lyrique pour petits et grands orteils, spectacle tout public créé en 2014. Livret d'Étienne Mahieux (d'après Adenet le Roi), musique de Mathilde Malenfant (d'après Adam de la Halle et Aucassin et Nicolette), idée originale de Mathilde Malenfant et Léa Sarfati, mise en scène de Jean-Michel Fournereau, marionnettes de Damien Schoëvaërt, costumes de Natacha Costechareire, lumières de Gilles Fournereau[34],[35].